# Monestier-Merlines
 Monestier-Merlines  là một xã thuộc tỉnh Corrèze trong vùng Nouvelle-Aquitaine miền trung Pháp.